# The Will to Kill + Warkult
The Will to Kill + Warkult är ett samlingsalbum av death metal-bandet Malevolent Creation utgivet 2008 av skivbolaget Nuclear Blast. Samlingsalbumet innehåller studioalbumen The Will to Kill från 2002 och Warkult från 2004.

## Låtlista
Disc 1 - The Will to Kill
1. "The Will to Kill" – 3:58
2. "Pillage and Burn" – 2:21
3. "All That Remains" – 3:55
4. "With Murderous Precision" – 3:49
5. "Lifeblood" – 3:31
6. "Assassin Squad" – 3:05
7. "Rebirth of Terror" – 3:34
8. "Superior Firepower" – 3:34
9. "Divide and Conquer" – 4:58
10. "The Cardinal's Law" – 5:18
11. "Burnt Beyond Recognition" – 3:30

Disc 2 - Warkult
1. "Dead March" – 2:48
2. "Preemptive Strike" – 4:07
3. "Supremacy Through Annihilation" – 3:34
4. "Murder Reigns" – 2:54
5. "Captured" – 3:45
6. "Merciless" – 2:34
7. "Section 8" – 5:21
8. "On Grounds of Battle" – 4:17
9. "Tyranic Oppression" – 4:25
10. "Ravaged by Conflict" – 2:10
11. "Shock and Awe" – 4:25
12. "Jack The Ripper" (Hobbs' Angel of Death-cover) – 3:19